# Kerber
I Kerber (cirillico serbo: Кербер) sono un gruppo musicale serbo formatosi a Niš nel 1981. Il suo frontman e fondatore è il cantante Goran Šepa. La band ha debuttato nel 1983 con l'album Nebo je malo za sve.

## Discografia

### Album in studio
- 1983 - Nebo je malo za sve
- 1985 - Ratne igre
- 1986 - Seobe
- 1988 - Ljudi i bogovi
- 1990 - Peta strana sveta
- 1991 - Hajde Da Se Volimo
- 1996 - Zapis

### Album dal vivo
- 1989 - 121288 Uživo (reg. 1983)
- 1998 - Unplugged
- 2018 - Unplugged Live Sava Centar

### Raccolte
- 1998 - Antologija 1983–1998 I
- 1998 - Antologija 1983–1998 II
- 2008 - Svet se brzo okreće – The Best of
- 2009 - Sabrana dela
- 2017 - Specijal